# Julia Martisova
Julia Martisova (en russe : Юлия Викторовна Мартисова), née le 15 juin 1976 à Velikié Louki, est une ancienne coureuse cycliste russe. Elle est championne de Russie sur route en 2005 et 2008.

## Biographie
Elle devient professionnelle en 2000.  Elle signe alors un contrat de trois ans avec l'équipe P.M.B. Fenix en 2005. Elle devient championne de Russie sur route une première fois la même année et remporte une étape du Tour de l'Aude. En 2007, elle devient membre de l'équipe A.S. Team F.R.W., qui devient ensuite Gauss. Elle redevient championne nationale sur route en 2008.
Elle participe aux Jeux olympiques de Pékin. Elle termine douzième de la course.
Lors des championnats du monde sur route 2011, elle fait partie du groupe de poursuite derrière quatre coureuses échappées. Elle se montre la plus rapide et prend donc la cinquième place.
En 2012, elle intègre l'équipe BePink.

## Palmarès

### Palmarès sur route
- 2000
  - 3e du Championnat de Russie sur route
- 2001
  - 1re étape du Trophée d'Or
  - 2e du Trophée d'Or
- 2005
  -  Championne de Russie sur route
  - 7e étape du Tour de l'Aude
- 2008
  -  Championne de Russie sur route
  - 2e étape du Tour féminin en Limousin
  - 2e du Grand Prix Comune di Cornaredo
  - 3e du Tour féminin en Limousin
  - 7e du Tour des Flandres (Cdm)
  - 9e du Tour de Drenthe (Cdm)
  - 10e du championnat du monde sur route
- 2009
  - 2e du Grand Prix de Crema
  - 7e du Tour des Flandres (Cdm)
- 2010
  - 2e du Championnat de Russie sur route
- 2011
  - 5e du championnat du monde sur route
- 2012
  - 1re étape du Tour d'Adygeya

### Classements mondiaux
| Année          | 2005 | 2006 | 2007 | 2008 | 2009 | 2010 | 2011 | 2012 | 2013 |
| Classement UCI | 53e  | ?    | 62e  | 21e  | 39e  | 54e  | 26e  | 196e | 160e |